# Hangar J1
Le Hangar J1, sur le port d'Arenc, dans le quartier de la Joliette à Marseille est construit au début des années 1930[réf. nécessaire] pour répondre à la forte activité portuaire.  
Longtemps abandonné, il a été utilisé à l'occasion de l’événement Marseille Provence 2013. Fermé depuis, il devrait rouvrir en 2025, géré par le groupe Vinci.

## Histoire
Le J1 possède plus de 25 000 m2 de surface sur trois niveaux. 

### Marseille Provence 2013
Situé dans le port de Marseille au niveau de la place de la Joliette, le hangar J1 a été partiellement rénové par l'architecte Catherine Bonte ainsi que Michael Muntéanu pour la rénovation extérieure, des pignons, des escaliers et des façades en verre : l'étage supérieur accueille deux grandes expositions à l'occasion de l'année 2013 alors que les étages inférieurs du bâtiment continuent pour leur part à accueillir des passagers des ferries qui viennent accoster de part et d'autre du J1.

### Projet "La Passerelle"
À la suite de l'appel à projet ayant eu lieu en 2018, a été présenté le projet « La Passerelle ». Son ouverture était prévue pour 2023. « La Passerelle » devrait comprendre un espace évènementiel consacré aux spectacles numériques et jeux vidéos, un espace de loisirs aquatiques, un espace de bureaux (8 000 m2), un hôtel, un espace de restauration, une coursive panoramique, un vaste parvis comprenant un jardin exotique recouvert d'une ombrière, fera le lien entre ville et port. 
Le hangar J1 pourrait rouvrir en 2025. Il est géré par le groupe Vinci.

## Desserte
- Ce site est desservi par le   (station Joliette).
- Ce site est desservi par le    (station Joliette).
- Ce site est desservi par les lignes de bus 49 et 82 (station Hangar J1).